# 欣克尔
欣克尔是德国石勒苏益格－荷尔斯泰因州的一个市镇。总面积10.21平方公里，总人口1017人，其中男性524人，女性493人（2011年12月31日），人口密度100人/平方公里。